# Ceresium grandipenne
Ceresium grandipenne är en skalbaggsart som beskrevs av Leon Fairmaire 1881. Ceresium grandipenne ingår i släktet Ceresium och familjen långhorningar.
Artens utbredningsområde är Fiji. Inga underarter finns listade i Catalogue of Life.